# أتيلا كالمان
أتيلا كالمان (بالمجرية: Kálmán Attila)‏ هو سياسي مجري، ولد في 22 أكتوبر 1938 في المجر، وتوفي في 28 أكتوبر 2015. حزبياً، نشط في Hungarian Democratic Forum ‏. انتخب كاتب دولة ‏ وانتخب عضو الجمعية الوطنية المجرية.